# Kauko Kiisseli
Kauko Kiisseli (* 9. März 1912 in Ruokolahti; † 1981) war ein finnischer Ringer. Er wurde 1939 Europameister im griechisch-römischen Stil im Bantamgewicht.

## Werdegang
Kauko Kiisseli begann als Jugendlicher mit dem Ringen. Während seiner langen Laufbahn gehörte er folgenden Ringervereinen an: Tainionkosken Urheilijoita, Lahden Ahkeraa und Valkeakosken Hakaa. Er rang fast ausschließlich im griechisch-römischen Stil und zwar immer in der seinerzeit leichtesten Gewichtsklasse, dem Bantamgewicht. Aus seiner Familie war auch noch sein jüngerer Bruder Torsti Ringer, der bei finnischen Meisterschaften insgesamt zwei Medaillen gewann.
Kauko Kiisseli wurde in seiner Laufbahn insgesamt sechsmal finnischer Meister im griechisch-römischen Stil im Bantamgewicht. Den ersten Titel gewann er dabei im Jahre 1939, den letzten im Jahre 1946. Daneben gewann er bei finnischen Meisterschaften noch fünf weitere Medaillen.
Auf der internationalen Ringerbühne erschien er erstmals im Jahre 1939. Vorher konnte er sich in Finnland nicht gegen Väinö Perttunen durchsetzen. Bei der Europameisterschaft dieses Jahres in Oslo gelang ihm dabei im Bantamgewicht gleich ein großer Triumph, denn er wurde mit Siegen über Kenan Olcay, Türkei, Eigil Johansen, Dänemark, Georg Pulheim, Deutschland und Kurt Pettersén, Schweden auf Anhieb Europameister.
Wenige Wochen nach diesem Sieg begann der Zweite Weltkrieg, der seine internationale Laufbahn für fünf Jahre unterbrach. Vermutlich hätte er sonst noch bei zwei Olympischen Spielen (1940 und 1944) und bei vielen Europameisterschaften antreten können. So blieb ihm nur noch ein Start bei der Europameisterschaft 1947 in Prag. Er kam dort im Bantamgewicht im griechisch-römischen Stil zu einem Sieg über Lajos Bencze aus Ungarn, verlor aber gegen Reidar Merli aus Norwegen und gegen Lorentz Freij aus Schweden und kam so auf den 6. Platz.
Weitere internationale Meisterschaften bestritt er nicht mehr.

## Internationale Erfolge
| Jahr | Platz | Wettbewerb | Gewichtsklasse | Stil | Ergebnisse |
| 1939 | 1.    | EM in Oslo | Bantam         | GR   | nach Siegen über Kenan Olcay, Türkei, Eigil Johansen, Dänemark, Georg Pulheim, Deutschland und Kurt Pettersén, Schweden                     |
| 1947 | 6.    | EM in Prag | Bantam         | GR   | nach einer Niederlage gegen Reidar Merli, Norwegen, einem Sieg über Lajos Bencze, Ungarn und einer Niederlage gegen Lorentz Freij, Schweden |

## Finnische Meisterschaften
Kiisseli erreichte bei den Finnischen Meisterschaften folgende Platzierungen:
| Jahr | Platz | Gewichtsklasse | Stil | Ergebnisse                                   |
| 1936 | 3.    | Bantam         | GR   | hinter Esko Hjelt und Heikki Kärkkainen      |
| 1937 | 2.    | Bantam         | GR   | hinter Väinö Perttunen, vor V. Nevalainen    |
| 1938 | 2.    | Bantam         | GR   | hinter Väinö Perttunen, vor Guido Vestergård |
| 1939 | 1.    | Bantam         | GR   | vor Antti Halonen und Armas Jaskari          |
| 1940 | 1.    | Bantam         | GR   | vor Esa Nykänen und V. Nevalainen            |
| 1941 | 1.    | Bantam         | GR   | vor Esa Nykänen und Veikko Holmberg          |
| 1942 | 2.    | Bantam         | GR   | hinter Veikko Holmberg, vor V. Meriluoto     |
| 1943 | 1.    | Bantam         | GR   | vor Erkki Johansson und Reino Kangasmäki     |
| 1944 | 1.    | Bantam         | GR   | vor Erkki Johansson und Arvo Havukainen      |
| 1945 | 2.    | Bantam         | F    | hinter Erkki Johansson, vor Torsti Kiisseli  |
| 1946 | 1.    | Bantam         | GR   | vor ErkkiJohansson und Antti Halonen         |

## Erläuterungen
- EM = Europameisterschaft
- GR = griechisch-römischer Stil, F = Freistil
- Bantamgewicht, damals bis 56 kg Körpergewicht